# Genewars
Genewars est un jeu vidéo de stratégie en temps réel développé par Bullfrog Productions et publié par Electronic Arts le 30 septembre 1996 sur PC. Le jeu se déroule dans un univers de science-fiction dans lequel quatre races extraterrestres se voient condamnées à réparer le désastre écologique qu'elles ont provoqué lors d'une guerre destructrice. Pour cela, elle doivent recoloniser les planètes ainsi détruites et y développer un nouvel écosystème.

## Trame
Genewars prend place dans un univers de science-fiction dans lequel l’humanité a évolué au point de maîtriser le voyage dans l’espace, permettant à celle-ci d’entrer en contact avec d’autres formes de vies.  Cette prise de contact ne débouchant pas sur des relations pacifiques, la galaxie ne tarde pas à être transformée en un immense champs de bataille voyant s’affronter quatre races : les Humains, les Sauriens, les Bohémiens et les Schnozzoids,. La guerre se révèle destructrice, provoquant la destruction de la quasi-totalité des formes de vies de l’univers, jusqu'à ce qu’un capitaine Bohémien, Jean-Luc Pontiac, tente de détruire un monolithe noir flottant dans l’espace. Celui-ci émet alors un signal annonçant le retour d’une ancienne race aux technologies très avancées, les Ethereals. Confrontés au désastre écologique causé par la guerre, les Ethereals condamnent les survivants  des quatre races responsables du conflit à recoloniser les planètes détruites. Pour s’assurer de leurs coopérations, les Ethereals conditionnent les survivants à l’aide d’une méthode appelée « Adami Process » et leur offrent la technologie et les connaissances nécessaires à une telle tâche. Pour les motiver, ils promettent que la race se révélant la plus efficace dans cette recolonisation verra son  « Adami Process » annulé,.

## Système de jeu
Genewars est un de jeu de stratégie en temps réel dans lequel le joueur tente de coloniser une planète, de développer son écosystème et défaire les races extraterrestres avec lesquels il est en compétition grâce à la supériorité numérique et technologique de son armée. Pour cela, le joueur commande une équipe pouvant compter jusqu’à cinq spécialistes. Quatre types de spécialiste sont initialement disponible : ingénieur, botaniste, généticien et berger. L’ingénieur peut construire, réparer et améliorer des bâtiments. Le botaniste peut planter et récolter des plantes. Le généticien peut analyser l’ADN des créatures de la planète, afin de le synthétiser, et soigner les autres membres de l’équipe. Le berger put encourager les créatures à se reproduire, à manger ou à attaquer. Le généticien et le berger dispose de plus d’une arme leur permettant d’assommer les créatures. À partir de la cinquième mission de la campagne du jeu, le joueur peut également recruter dans son équipe des spécialistes d’autres races extraterrestres. Chacune d’elles se différencie des autres par son apparence, son habileté, sa force et une caractéristique spéciale, comme la possibilité de soigner plus rapidement ou d’être moins sujet aux attaques des animaux. Outre ces spécialistes, le joueur doit gérer l’unique ressource du jeu, le GOOP, qui est nécessaire pour la construction des bâtiments et la production de nouvelles unités. Celle-ci peut être obtenue en construisant des extracteurs, pour extraire du sol des minéraux, ou en transformant des plantes ou des animaux morts dans un centre de recyclage,. Outre les structures permettant d’obtenir le GOOP, différents types de bâtiments peuvent être construit par le joueur dans sa colonie pour notamment stocker le GOOP, produire de l’énergie, recruter des spécialistes, débloquer des technologies et créer de nouvelles unités. La production d’unités est assurée par le laboratoire génétique qui ne peut au départ en créer qu’un seul type, les mules, qui peuvent être utilisées pour récolter des plates, transporter des cadavres ou défendre la colonie. Grâce au généticien, le joueur peut récupérer et synthétiser l’ADN d’autres créatures – crabe, grenouille, oiseau et dinosaure – qu’il peut ensuite produire dans son laboratoire. Il peut également combiner l’ADN de plusieurs créatures pour créer des hybrides, bénéficiant des avantages des créatures dont elles sont issues,.  
La campagne solo du jeu est constitué de 24 missions et débute sur un écran de navigation interplanétaire sur laquelle le joueur se voit présenté par les Ethereals la première planète qu’il doit coloniser. Les premières missions tiennent lieu de tutoriel, destiné à apprendre progressivement le fonctionnement du jeu, et le joueur ne peut que construire des bâtiments, les faire fonctionner pour produire de l’énergie et envoyer des spécialistes faire des recherches sur la faune et la flore. Le jeu propose également un mode multijoueur qui permet de jouer jusqu'à quatre joueurs en réseau local ou sur Internet.

## Accueil
| Genewars              |      |       |
| Média                 | Pays | Notes |
| Coming Soon           | US   | 91 %  |
| Computer Gaming World | US   | 3/5   |
| GameSpot              | US   | 58 %  |
| Gen4                  | FR   | 4/5   |
| Joystick              | FR   | 95 %  |
| Univers Jeux et Micro | FR   | 5/5   |

À sa sortie, Genewars fait l’objet d’une critique plutôt mitigé du journaliste Mark Clarkson dans le magazine Computer Gaming World qui met d’abord en avant ses graphismes inspirés des films de science-fiction des années 50, sa « merveilleuse » musique rappelant le film Planète interdite, son « excellent » doublage et son humour. S’il estime ensuite que son « interface [est] généralement agréable », il note qu’elle souffre de quelques lacunes, dont l’absence de raccourcis clavier appropriés et l’impossibilité de régler la vitesse du jeu, qui dépend de l’ordinateur utilisé et est donc trop rapide sur certaines configuration. Il ajoute qu’à part ça, le jeu possède de nombreuses qualités et qu’il « pourrait être un jeu subtil et amusant » s’il n’était pas desservi par son manuel « inadapté », dont le manque d’explication « empêche le joueur de profiter de son humour et de son originalité ». Le journaliste Eric Ernaux du magazine Gen4 porte un regard plus positif sur le jeu dont il souligne l’originalité et la richesse qui lui permettent de ne ressembler ni à Command and Conquer, ni à Warcraft II. Il salue d’abord le côté « accrocheur et délirant » de son univers, qu’il attribue à des graphismes « superbes et décalés » et à des effets sonores particulièrement amusants. Il ajoute cependant qu’en terme de jouabilité, il n’a pas les qualités de Warcraft II. Il estime en effet que son interface manque d’homogénéité, que les unités sont trop petites, donc difficile à distinguer, et que la relative autonomie des unités ne permet pas au joueur de mettre sur pied des tactiques élaborées. Il juge que le jeu en devient « confus » et risque de décevoir les fans du genre, mais ajoute néanmoins qu’il « devrait emballer les amateurs de jeux légèrement décalés ». Le journaliste du magazine Joystick est encore plus enthousiaste et salue son sa combinaison d’une réalisation impressionnante, de manipulation génétique délirante et d’humour qui en font selon-lui « un incontournable » du genre. Concernant sa réalisation, il juge en effet que « tout est parfaitement maitriser et hilarant », que ce soit les graphismes, les animations, le scrolling, le niveau de détail, les effets sonores ou le doublage. Il ajoute qu’il offre également une « très bonne jouabilité », même s’il regrette l’impossibilité de régler la vitesse, qui varie donc en fonction de la configuration. En conclusion, il explique que Bullfrog Productions a réussi à créer un jeu de stratégie en temps réel qui, contrairement à ses concurrents, ne se résume pas simplement à un jeu de baston, et affirme que le résultat est « génial ».